# Astronidium inflatum
Astronidium inflatum és una espècie de planta de flors pertanyent a la família Melastomataceae. És endèmica de Fiji. Es coneixen solament unes dotze plantes que es troben a la zona de Vanua Levu. Aquesta espècie es desenvolupa en la densa selva o en pujols de 700 a 1000 msnm.

## Font
- World Conservation Monitoring Centre 1998. Astronidium inflatum. 2006 IUCN Xarxa List of Threatened Species. Baixat el 20-08-07.